# Laguna San Juan Acul
A  Laguna San Juan Acul   é uma laguna localizada na Guatemala, cuja cota de altitude é de 130 metros acima do nível do mar. Localiza-se no departamento de El Petén, no município de Sayaxché.